# St Serf's Church (Dunning)

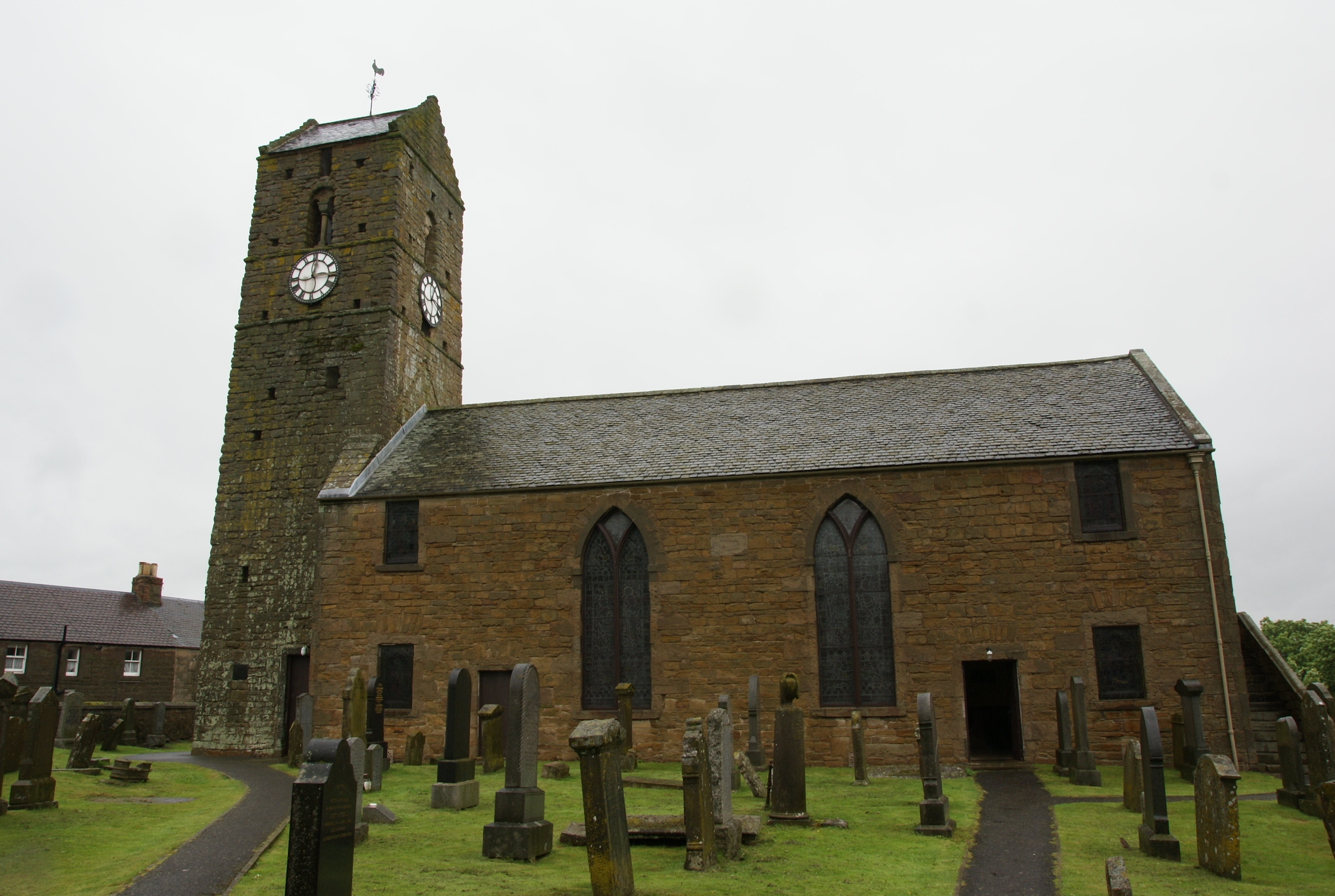
St Serf's Church in Dunning.

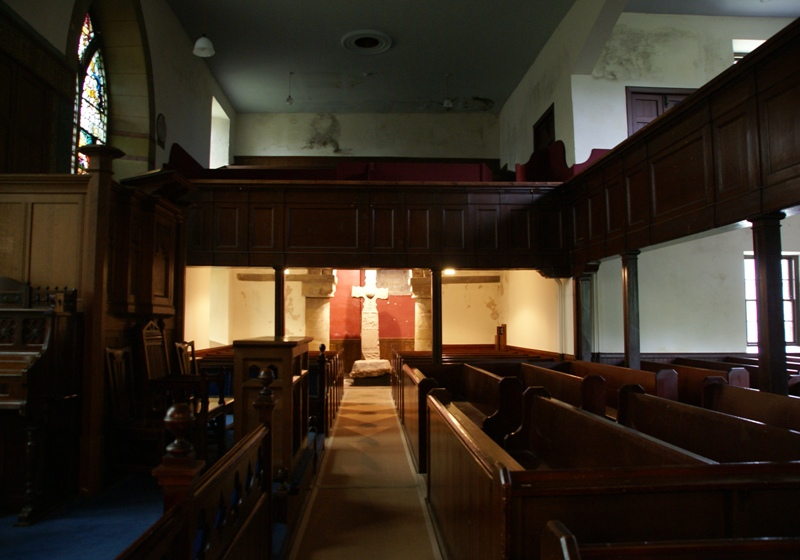
Interieur met onder in de toren het Dupplin Cross.

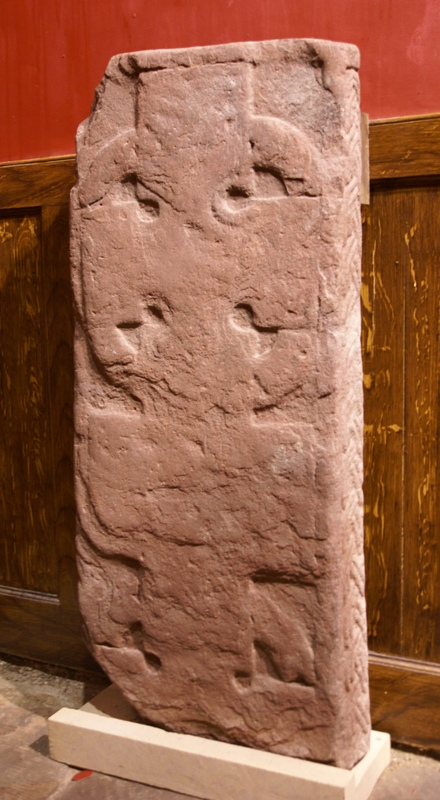
Negende-eeuwse vroeg-christelijke grafsteen.

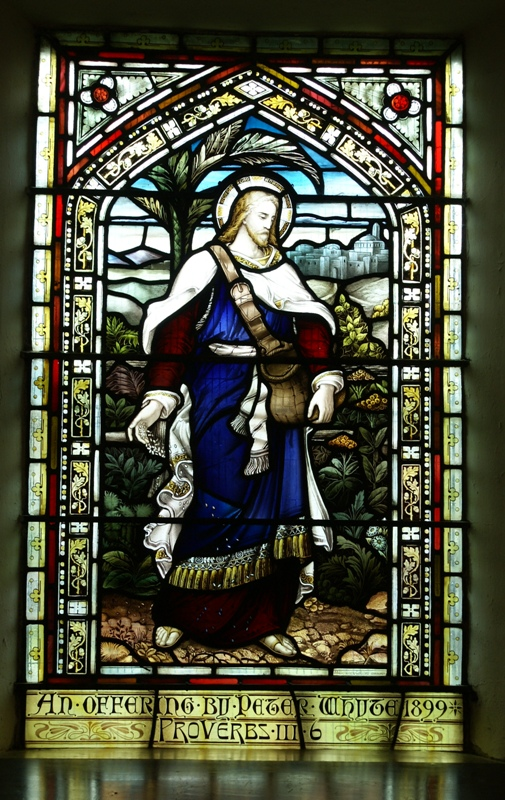
Christus als de zaaier, door A. Ballantyne & Gardiner, 1899.

De St Serf's Church is een van oorsprong twaalfde-eeuwse kerk, gelegen in Dunning in de Schotse regio Perth and Kinross. De kerk werd in de achttiende eeuw grotendeels herbouwd; de toren is anno 2009 nog wel bijna geheel twaalfde-eeuws gebleven. In deze kerk bevindt zich het pictische Dupplin Cross.

## Geschiedenis
Volgens een legende werd St Serf's Church gebouwd op de plaats waar de zevende-eeuwse Sint Serf een draak versloeg. De kerk werd in de vroege twaalfde eeuw gebouwd, waarschijnlijk door Gilbert, graaf van Strathearn. De inkomsten van de kerk waren, in ieder geval in 1219, toebedeeld aan Inchaffray Priory.
Na de reformatie in 1560 werd St Serf's Church gebruikt voor presbyteriaanse diensten. De kerk werd vergroot en werd voorzien van een houten verdieping voor Lord Rollo, een lokale landeigenaar.
In de achttiende eeuw werd de kerk verder aangepast, nadat de Jacobieten na de Slag van Sheriffmuir Dunning in brand hadden gestoken. In de vroege negentiende eeuw werd de kerk vergroot naar het noorden toe en werd de zuidmuur herbouwd. In deze periode werd het gebrandschilderde glas aangebracht.
Tot 1972 bleef St Serf's Church in gebruik als parochiekerk van Dunning. Sinds 1978 is de kerk in staatsbeheer.

## Bouw

### Kerk
De middeleeuwse kerk bestond uit een schip van 12,8 bij 8,3 meter en een lager koor van 7,9 bij 6,5 meter en een westelijke toren van 5,15 bij 5,45 meter. Op de begane grond van de toren bevindt zich een puntige boog die vanuit de kerk toegang geeft tot de toren.
De paramenten toren is 26 meter hoog en heeft drie verdiepingen. De klokkentoren is grotendeels oorspronkelijk. De klok, gemaakt door H. & R. Millar, werd verworven door de gemeenschap in 1890. De kerk is omringd door een begraafplaats.
In de late zeventiende eeuw werd het koor verhoogd tot dezelfde hoogte als het schip. In de periode 1808-1811 werd zowel het schip als het koor aangepast door Alexander Bowie en John Frazer. Hierbij werd onder andere de zuidmuur van het schip herbouwd en werd het koor verbreed tot dezelfde breedte als het schip. Ook werd een enkel dak aangebracht, dat zowel het koor als het schip bedekte. Aan de noordzijde van het schip werd een groot 'transept' gebouwd.
In de toren bevinden zich een vroeg christelijke grafsteen uit de negende eeuw, waarop twee geringde kruisen zijn afgebeeld, en het Dupplin Cross.

### Gebrandschilderde ramen
In de zuidmuur zijn de oost- en westramen gemaakt door A. Ballantine & Gardiner in 1899. Ze stellen de Bijbelse gelijkenissen van de zaaier en de goede herder voor. De twee grote ramen naast de preekstoel stellen Gerechtigheid, Nederigheid en Trouw voor en zijn gemaakt door A. Ballantine & Son in 1910. De galerijramen in de oost- en westmuur zijn eveneens van A.Ballantine & Son en werden gemaakt in 1907. Ze stellen de doodsengel en God de Heer voor.

## Beheer
De St Serf's Church wordt beheerd door Historic Scotland.